# Рождественский, Василий Васильевич
Василий Васильевич Рождественский (12 [24] мая 1884, Тула — 20 мая 1963, Москва) — русский и советский живописец и график.

## Биография
Родился в Туле, в семье священника 12 (24) мая 1884 года.
Первоначальные художественные навыки приобрел в Тульском духовном училище (1896—1900). В 1900 году приехал в Москву, учился в Московском училище живописи, ваяния и зодчества (1900—1911, с перерывом в 1905—1906) у Валентина Серова, Константина Коровина, Абрама Архипова, Леонида Пастернака; окончил 4 курса, но был отчислен за участие в революционных выступлениях. В годы учёбы сблизился с Петром Кончаловским, Ильёй Машковым, Александром Куприным, Аристархом Лентуловым, Робертом Фальком; в 1910 году вместе с ними организовал объединение «Бубновый валет» (1910—1917, 1927).

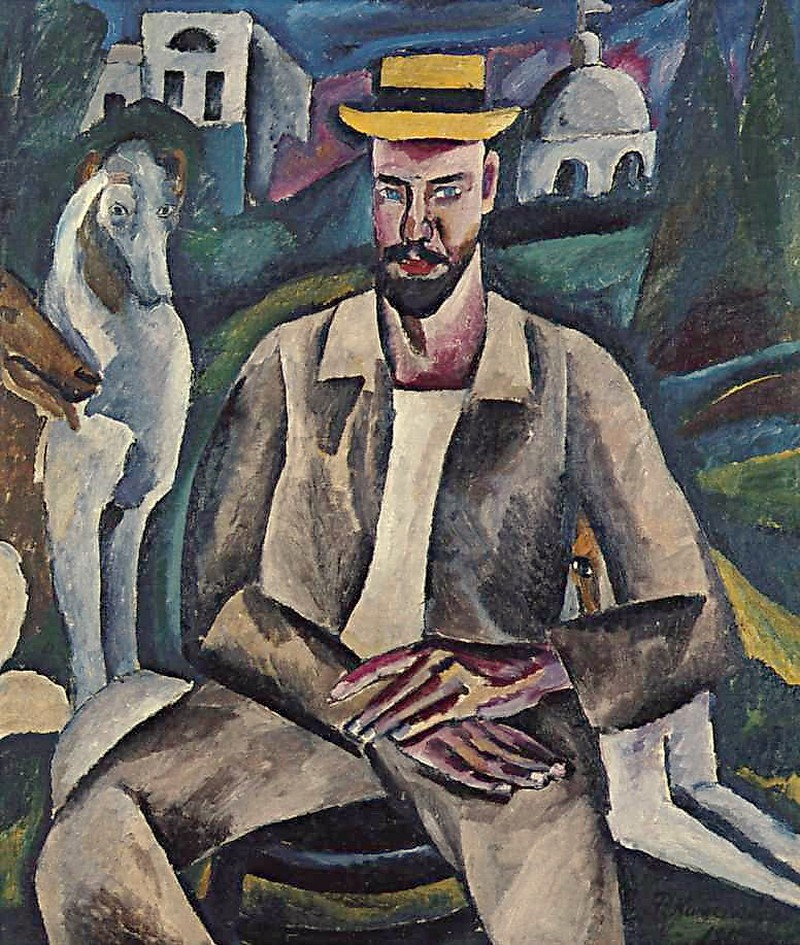
Пётр Кончаловский. «Портрет Василия Рождественского», 1912 г., х. м., Екатеринбургский музей изобразительных искусств

Жил в Москве. В 1910—1912 годы совершил поездку за границу, побывал в Италии. В 1914 году был призван на военную службу, находился на фронте; в 1917 демобилизован. Много путешествовал по стране; бывал в Крыму, на Кавказе, в Карелии, Средней Азии, на Алтае. Регулярно работал в Подмосковье. Писал пейзажи, портреты, натюрморты; в конце 1910-х — начале 1920-х занимался плакатом. Прошёл через увлечение импрессионизмом, постимпрессионизмом, кубизмом; в 1920-е годы обратился к реалистической манере.
С 1907 года — участник выставок. Экспонировал свои работы на выставках общества «Леонардо да Винчи», Московского товарищества художников, «Мира искусства» (1917, 1922), общества «Московские живописцы» (1925). Член и экспонент Общества московских художников (1928), АХРР — АХР (1926, 1928). Участвовал в V государственной выставке картин (1918—1919), выставках «Русский рисунок за 10 лет Октябрьской революции» (1927), «10 лет работы Малого театра» (1927), художественных произведений к 10-летнему юбилею Октябрьской революции (1928), «Красная Армия в советском искусстве», произведений революционной и советской тематики (обе — 1930), «Социалистическое строительство в изобразительном искусстве» (1931) в Москве, 1-й государственной выставке искусства и науки (1920) в Казани, выставке новейших течений в искусстве (1927) в Ленинграде, юбилейной выставке «Художники РСФСР за XV лет» в Москве и Ленинграде (1932—1934). Экспонент многих зарубежных выставок, в том числе, советского искусства в Берлине (1922, 1927, 1930), Японии (1926—1927), Вене (1927, 1930), Стокгольме (1927—1928, 1930) Праге, Осло, Копенгагене (1927—1928), Амстердаме, Риге, Нью-Йорке, Филадельфии, Бостоне, Детройте, Винтертуре (все — 1929), Данциге (1930), Цюрихе (1931), XIV, XVI и XVIII международных выставок искусств в Венеции (1924, 1928, 1932), современной живописи в Питтсбурге (1930) и других.
Преподавал в 1-й и 2-й Государственных свободных художественных мастерских (1918—1920). Выступил инициатором создания и руководителем (до 1922) Государственных свободных художественных мастерских в Удомле Тверской губернии.
Умер в Москве 20 мая 1963 года. Похоронен на Ваганьковском кладбище (36 уч.).
Произведения находятся во многих музейных собраниях, в том числе в Третьяковской галерее, Русском музее, Тульском областном художественном музее, Государственном музее искусств имени И. В. Савицкого и других.

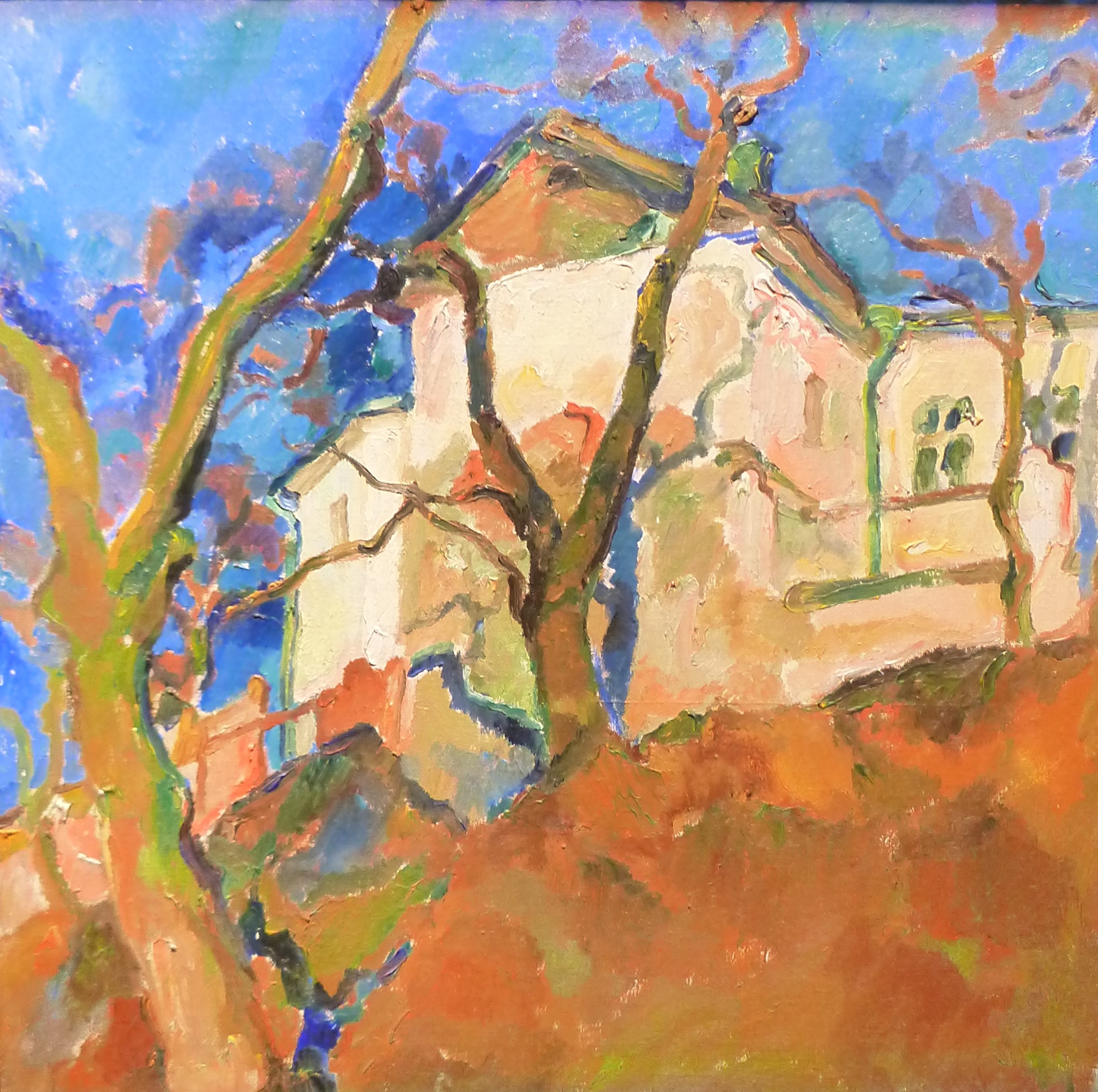
«Пейзаж», 1910 г., х. м., Екатеринбургский музей изобразительных искусств
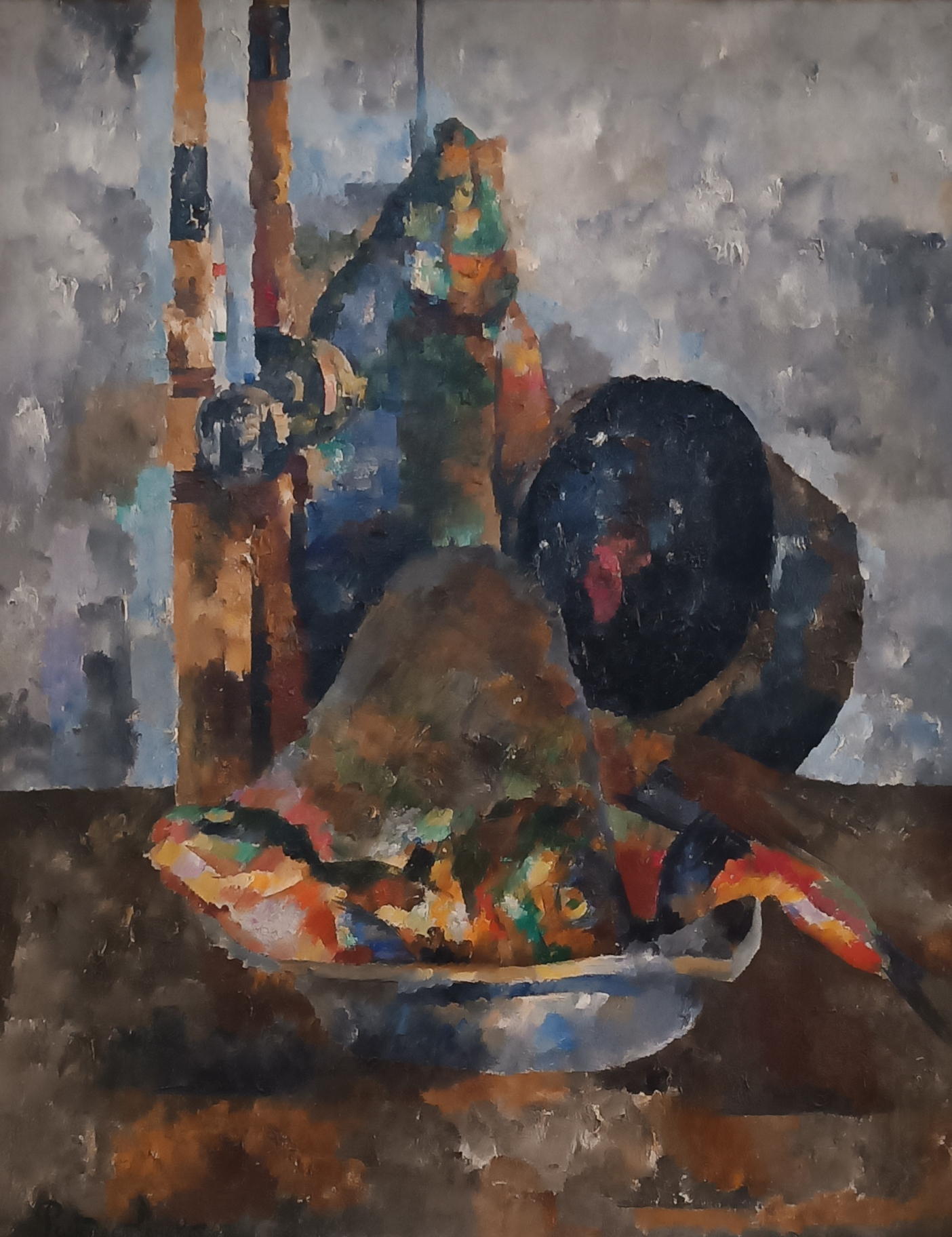
«Натюрморт с лещом», 1921 г., х. м., Национальный музей искусств имени Гапара Айтиева, Бишкек, Кыргызстан